# Лешнівський заказник
Ле́шнівський зака́зник — ботанічний заказник загальнодержавного значення. Розташований на південь від села Лешнів Бродівського району Львівської області, на лівому березі річки Слонівки. 
Площа 58 га, створений 1978 р. 
Охороняється ділянка 150-річних лісів з сосни звичайної та дуба звичайного з домішкою граба, зрідка ясена і явора. Основну площу займають цінні високопродуктивні соснові судіброви зеленчукові та вологі дубові субори чорницеві пралісового характеру. З рідкісних видів рослин трапляються грушанка круглолиста, грушанка середня, барвінок малий, а також любка дволиста, занесена до Червоної книги України. 
Заказник має науково-освітнє значення.